# Gamperdelstal
Das Gamperdelstal ist ein unbewohntes, orographisch linkes und südliches Seitental des Montafons im österreichischen Bundesland Vorarlberg.

## Lage und Ausdehnung
Politisch liegt das Tal in der Gemeinde Tschagguns, Bezirk Bludenz, Vorarlberg, Österreich. Regional gehört es zur Talschaft Montafon.
Von der Gebirgsgliederung her gehört es zum Rätikon. Der Talausgang liegt im Norden im Ortskern von Tschagguns, wo der Gamperdelsbach in die Ill mündet. Umgrenzt wird das Tal von Norden her im Uhrzeigersinn entlang der Linie Alpilakopf – Außergweilkopf – Gweiljoch – Außerplatinakopf – Sarotlaspitzen – Plasseggenpass – Scheienfluh – Weißplatte – Grubenpass – Tilisuna Fürkele – Grünes Fürkele – Schwarze Scharte – Tilisuna-Schwarzhorn – Schwarzhornsattel – Tschaggunser Mittagspitze.
Die Fläche des Tals entspricht weitgehend dem Einzugsgebiets des Gamperdelsbaches mit 18,28 km2.

## Gewässer
Das Hauptgewässer ist der 10 km lange Gamperdelsbach, der im Oberlauf Tilisunabach heißt. Er entspringt nördlich des Plasseggenpasses. Ein bedeutender Zufluss von links ist der Seebach, der den Tilisunasee durchfließt. Oberhalb des Sees ist die Tilisunahütte, ein wichtiger Stützpunkt für Wanderer. Direkt nach dem Zusammenfluss von Tilisunabach und Seebach ist der Stausee Fischkalter, die obere Wasserfassung für zwei Wasserkraftwerke.

## Geologie
Der westliche Teil des Tals und der Talschluss sind geologisch extrem vielfältig. Durch das Gamperdelstal verläuft die Grenze zwischen dem Ostalpinen Silvretta Deckensystem (Silvretta Kristallin) einerseits und der Arosa Zone und der Sulzfluhdecke (Sulzfluhkalk) als penninische Einheiten andererseits.
Die Arosazone wird in diesem Stirnbereich von einer bunten Gesteinsabfolge aufgebaut. Vom Schwarzhorn bis zum Tilisuna Seehorn erstreckt sich der Schwarzhorn Amphibolit, ein dunkles metamorphes Gestein, daher kommt auch der Name Schwarzhorn.
Die Sulzfluhdecke bildet im Gebiet von der Zollhütte nördlich des Plasseggenpass bis zum Grubenpass das anstehende Gestein und setzt sich nach Westen über die Staatsgrenze fort. Das Kalkgestein ist besonders hell, daher auch der Name Weißplatte für einen Berg.
Davon leicht zu unterscheiden sind die nordöstlich der Scheinfluh zu Tage tretenden roten Mergelschiefer.

## Biotope und Weißzone Tilisuna
Ab dem Stausee Fischkalter ist das Tal eine Weißzone (Weißzone Tilisuna). Das Tal ist unbewohnt, genutzt wird es für die Alpwirtschaft, für die Forstwirtschaft, für die Jagd, zur Stromerzeugung und für den Tourismus. Ein privater Güterweg führt zur Alpe Tilisuna am Talschluss. Die Tilisunahütte wird über eine Materialseilbahn versorgt. Obwohl das gesamte Tal aus wertvollen Großraumbiotopen, Biotopen und Geotopen besteht, steht es nicht unter Naturschutz.
Großraumbiotop sind das Großraumbiotop Tilisuna mit 482 ha, das Großraumbiotop Hora mit 634 ha und das Großraumbiotop Mittagsspitz mit 83,65 ha. Ein besonders wertvolles Biotop ist das Biotop Tilisunasee und -moore. Das Tal beherbergt unter anderem:
- Steinbock (Capra ibex)
- Gemse (Rupicapra rupicaprina)
- Murmeltier (Marmota marmota)
- Grasfrosch (Rana temporaria) und
- Bergmolch (Triturus alpestris)[4]